# Gerald Messlender
Gerald Messlender (* 1. Oktober 1961 in Baden; † 20. Juni 2019 in Guntramsdorf) war ein österreichischer Fußballspieler auf der Position eines Verteidigers.

## Karriere
Seine Profikarriere begann er bei Admira/Wacker Wien. Neben diesem Verein spielte er in der obersten Spielklasse noch für den FC Swarovski Tirol und in der Zweitklassigkeit bei VfB Mödling. Ausklingen ließ er  seine Karriere beim SC Austria Lustenau und VSE St. Pölten in der zweiten Liga, nachdem er zuvor auch beim VfB Admira Wacker Mödling war. Sein letztes Spiel bestritt er am 3. Juni 1997 für den VSE St. Pölten gegen den SV Braunau. Er nahm an der Fußball-Weltmeisterschaft 1982 in Spanien teil, wurde jedoch in keinem Spiel eingesetzt.

## Erfolge
- Teilnahme an der Fußball-Weltmeisterschaft 1982
- ÖFB-Cupfinalist: 1986/87, 1987/88 (mit FC Swarowski Tirol) und 1988/89 (mit Admira/Wacker Wien)

- Österreichischer Vizemeister: 1988/89 (mit Admira/Wacker Wien)